# Arbre de Dyson

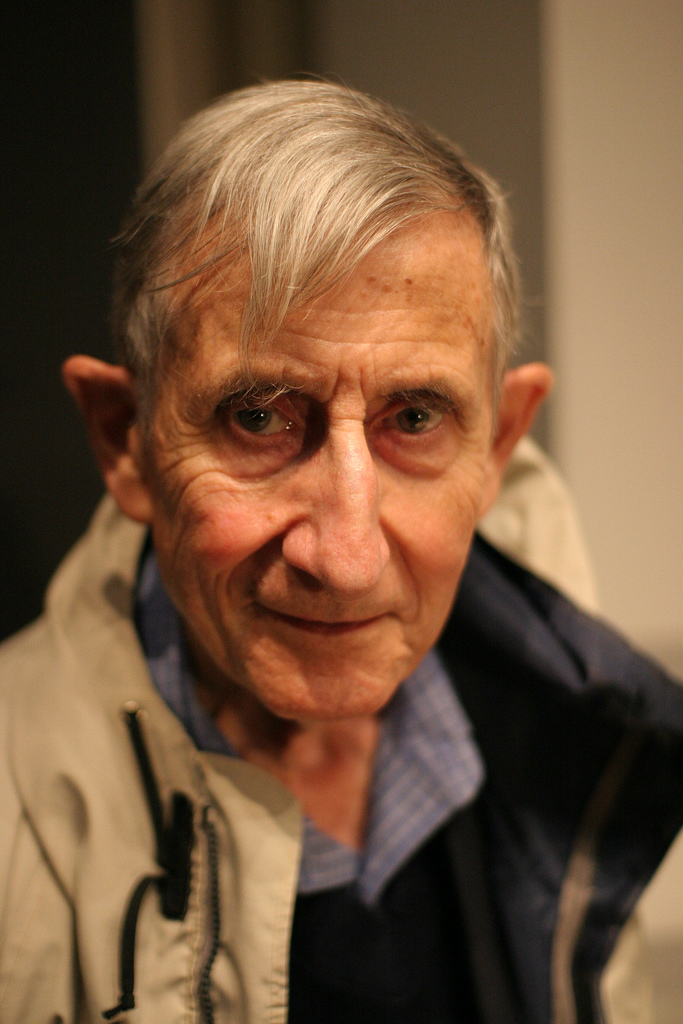
Freeman Dyson al 2005

Un arbre de Dyson és una hipotètica planta modificada genèticament (potser s'assembla a un arbre) capaç de créixer dins d'un cometa, suggerida pel físic Freeman Dyson. Les plantes poden ser capaços de produir una atmosfera transpirable dins dels espais buits del cometa (o potser fins i tot dins de les mateixes plantes), emprant l'energia solar per a la fotosíntesi i materials cometaris com a nutrients, proporcionant així hàbitats autosostenibles per a la humanitat en el sistema solar exterior anàleg a un hivernacle a l'espai, una closca cultivada per un mol·lusc o les accions de plantes termogèniques, com la col mofeta o el lliri vudú.
Un arbre de Dyson pot consistir en unes poques estructures de tronc principals que creixen a partir d'un nucli de cometa, ramificant-se en extremitats i fullatge que s'entrellacen, formant una estructura esfèrica possiblement de desenes de quilòmetres de diàmetre.

## Els arbres de Dyson a la ciència-ficció
Els arbres de Dyson s'esmenten diverses vegades a la ciència-ficció, a partir dels anys 80 del segle xx:
- Una de les primeres adopcions del trop és la casa de l'arbre de Rachel Pollack (1984).[3]
- El concepte es parla al llibre de no-ficció Comet de Carl Sagan i Ann Druyan de 1985, i al llibre de Jon Lomberg es proporcionen diverses pintures d'arbres Dyson al voltant de Saturn i a l'espai interestel·lar.[4]
- A la novel·la transhumanista 'Vacuum Flowers de Michael Swanwick de 1987, els "dysonsworlders" han establert assentaments d'arbres al núvol d'Oort.[5]
- Sota el nom de "Space Poplars", els arbres de Dyson es descriuen a les dues novel·les de ciència-ficció de Donald Moffitt, The Genesis Quest i Second Genesis. Aquí s'utilitzen com a hàbitats i naus espacials, impulsats per fulles exteriors reflectants emprades com a veles solars orgàniques.[6][7]
- Dan Simmons, a Endymion (1996) i The Rise of Endymion (1997), ambdues part dels seus Hyperion Cantos, es refereix als arbres de Dyson, i en aquesta darrera novel·la a un sistema d'arbres enorme que envolta una estrella sencera (que recorda una esfera de Dyson).
- A Manifold: Space (2001) de Stephen Baxter, el protagonista de Baxter, Reid Malenfant, en un moment donat, es troba dins d'un arbre de Dyson.[8]
- A l'univers compartit de Orion's Arm (establert l'any 2000), els arbres de Dyson i els "boscos" d'arbres de Dyson s'anomenen boscos ; aquests s'han establert en una sèrie de sistemes estel·lars a tot l'espai terragen.[9][10] La paraula "Orwood" en aquest context va ser encunyada originalment per Anders Sandberg.[11]
- El joc de rol Transhuman Space inclou l'inici d'un esforç de l'arbre Dyson a l'estació Yggdrasil.[12]
- El joc de rol Eclipse Phase Second Edition fa referència a l'arbre de Dyson com a exemple d'hàbitat biològic.
- A la sèrie Tenchi Muyo OVA, els Jurai utilitzen arbres que poden viure a l'espai com a naus, i al temple del personatge semblant a una deessa Tokimi, es pot veure un arbre gegant les arrels del qual engloben un planeta.[13]
- A la sèrie The Dirty Pair, l'episodi "Run From the Future" està ambientat a l'hàbitat de Nimkasi, un hàbitat fora de la llei que és un arbre de Dyson.[14]
- El videojoc Eufloria es basa en el concepte de l'arbre de Dyson.[15]